# Бессонный
Бессонный (англ. «Sleepless») — четвёртая серия второго сезона сериала «Секретные материалы», главные герои которого — агенты ФБР Фокс Малдер (Дэвид Духовны) и Дана Скалли (Джиллиан Андерсон), расследуют сложно поддающиеся научному объяснению преступления.
В данном эпизоде в напарники Малдеру  достаётся молодой агент ФБР Алекс Крайчек, вместе с которым Малдер расследует несколько загадочных смертей докторов и солдат, являвшихся частью военного эксперимента по лишению солдат потребности во сне. Постепенно агенты выходят на след предполагаемого убийцы — ветерана войны во Вьетнаме Августуса Коула, который не спал в течение 24 лет и научился мысленно внушать своим жертвам галлюцинации, способные их убивать.
Эпизод входит в число «монстров недели» и не связан напрямую с так называемой «мифологией сериала», заданной в пилотной серии, однако Алекс Крайчек в исполнении Николаса Ли в дальнейшем стал одним из основных антагонистов «Секретных материалов». Также в «Бессонном» впервые на экране появился «Икс» — информатор Малдера вплоть до начала четвёртого сезона — в исполнении Стивена Уильямса.
Премьера эпизода состоялась 7 октября 1994 на телеканале Fox. По шкале Нильсена «Бессонный» получил рейтинг 8,6, а общее количество домохозяйств США, видевших премьерный показ оценивается в 8,2 миллиона. От критиков эпизод получил преимущественно положительные отзывы.

## Сюжет
На Манхэттене доктор Соул Гриссом оказывается зажат в своей квартире сильнейшим пожаром. Прибывшая по вызову Гриссома пожарная команда не обнаруживает никакого ущерба от огня, зато находит доктора Гриссома мёртвым.
С утренней газетой Малдер получает магнитофонную кассету, на которой записан звонок доктора Гриссома, и заметку об учёном, погибшем в не имевшем места пожаре. Малдер приносит материалы заместителю директора ФБР Уолтеру Скиннеру, но молодой агент Алекс Крайчек первым получает дело. Малдер звонит бывшей напарнице — Дане Скалли и просит её провести вскрытие тела доктора Гриссома. Агент отправляется в Стэмфорд, в центр доктора Гриссома по изучению расстройств сна, по дороге он ругается с Крайчеком, раздражённым тем, что Малдер не хочет с ним работать и держит его в неведении. Оба напарника отправляются в Куантико, чтобы встретиться со Скалли, которая утверждает, что на теле доктора Гриссома не обнаружено ни одного ожога снаружи, но внутри есть вторичные признаки, как будто тело доктора верило, что горело.
В бруклинской квартире Генри Уиллига, ветерана Вьетнама, навещает его приятель со времён службы в морской пехоте — Августус Коул. Уиллиг рассказывает Коулу, что пытается забыть, как их группа уничтожила вьетнамскую школу, полную детей. Внезапно в квартире появляется группа раненых, обожжённых вьетнамцев с маленькими детьми, которые после речи Коула о необходимости искупать свои грехи расстреливают Уиллига. Осматривая тело Уиллига, Малдер и Крайчек обнаруживают большой шрам на шее убитого. Выяснив, что погибший ветеран проходил службу в спецвойсках во Вьетнаме в 1970 году, агенты начинают поиски его сослуживцев. По документам, единственным остающимся в живых из отряда является Августус Коул. Агенты отправляются в медицинский центр для ветеранов в Нью-Джерси, где содержится Коул, но обнаруживают, что его отпустили, хотя его доктор не помнит, чтобы делал это.
Малдер получает таинственный телефонный звонок от некоего «Икса» и, встретившись с ним, получает информацию о секретном военном проекте, которым занимался доктор Гриссом: он искоренял потребность солдат во сне при помощи лоботомии. Одним из побочных эффектов оказалась чрезмерная агрессивность подопытных. Теперь человек по кличке Проповедник, сам являвшийся объектом эксперимента, убивает бывших сослуживцев, внушая им галлюцинации и заставляя поверить в их собственную смерть. «Икс» также сообщает агенту ФБР имя ещё одного члена подопытной группы, Сальваторе Матола, который ошибочно был включён в число убитых в бою. Пакет с данными от «Икса» Малдер прячет под водительским сиденьем своей машины в тайне от Крайчека.
Услышав сообщение, что мужчина, подпадающий под описание Коула, ограбил аптеку, и зажат в отеле группой спецназа, агенты спешат туда, но двое агентов ФБР, прибывших на место первыми, стреляют друг в друга, а Коул скрывается. Малдер приходит к выводу, что за годы без сна Коул приобрёл способность внушать людям свои мысли. Встретившись с Матолой, чернорабочим в лонг-айлендской забегаловке, агенты узнают, что из-за поставленных экспериментов он, как и Коул, не спал уже 24 года. Матола также рассказывает историю его отряда после завершения эксперимента, а также то, что в опытах принимал участие ещё один ученый — доктор Джирарди.
Малдер и Крайчек отправляются на станцию, куда, по их сведениям, должен прибыть для участия в похоронах Гриссома доктор Джирарди. Малдер замечает на станции, как Коул стреляет Джирарди в спину, а потом в самого Малдера, но всё это происходит только в воображении агента. В реальности Коул хватает доктора Джирарди и, удерживая его в заложниках, наводит на него галлюцинации в виде солдат, на которых он проводил опыты. Через службу охраны вокзала агенты выслеживают местонахождение Коула и находят едва живого Джирарди. Малдер обнаруживает Коула, который близок к самоубийству, и пытается с ним поговорить, сказав, что знает об экспериментах. Коул протягивает Малдеру Библию, но прибежавший Крайчек видит, что Коул целится в Малдера из пистолета, и стреляет в Августуса. Малдер пытается спасти Коула, но тот с улыбкой на лице умирает на руках у агента.
Малдер и Скалли обнаруживают, что все их материалы по этому делу пропали. Крайчек отчитывается перед «Курильщиком» и другими о проделанной работе и заявляет, что Скалли является большей проблемой, чем они предполагали.

## Производство

### Сценарий
К написанию этого эпизода сценариста Говарда Гордона подтолкнула собственная бессонница, от которой он страдал в то время. Гордон, который в первом сезоне написал множество сценариев в соавторстве с другим сценаристом, Алексом Гансой, в этом эпизоде впервые написал сценарий самостоятельно.
По задумке создателя сериала Криса Картера в первом сезоне должен был быть схожий эпизод, сценарий к которому написал сам Картер. Его концепция заключалась в поисках ответа на вопрос «Что может сделать солдата идеальным?» Кроме того, Картера интересовала тема неожиданных поворотов сюжета во сне, где вылезают «из подсознания наши демоны». Из-за бессонницы персонажей должны были преследовать собственные воспоминания. Картер считает эпизод одним из своих любимых.
В этом эпизоде впервые появляется персонаж Алекса Крайчека. Картер испытывал большой интерес к развитию персонажа, поскольку он заменил Дану Скалли в качестве напарника Малдера. Исполнитель роли Крайчека, Николас Ли, уже появлялся в первом сезоне сериала, в эпизоде «Транссексуал», где сыграл небольшую роль незадачливого посетителя ночного клуба. Боумен, выступивший режиссёром того эпизода, посчитал, что Ли «является хорошим выбором на роль новичка-агента из Куантико». При создании персонажа сценаристы планировали, что Крайчек будет периодически появляться в сериале, и если он себя не оправдает — то его без сожаления «убьют». В итоге Крайчек вырос в персонаж, который существовал в течение семи сезонов.
Кроме того, эпизод является первым появлением на экране Стивена Уильямса в роли нового информатора Малдера — «мистера Икса». Первоначально персонаж должен был быть женщиной; на роль уже даже подобрали актрису, но после съёмки первой сцены с ней роль была отдана Уильямсу, который прежде уже работал со сценаристами Гленом Морганом и Джеймсом Вонгом. Наталья Ногулич, первоначально получившая эту роль, была заменена: режиссёрская команда решила, что актриса не сможет нормально наладить отношения со своими партнерами по площадке.

### Съёмки
Съёмки проводились в Ванкувере. В качестве станции, куда прибывал доктор Джирарди, выступил железнодорожный вокзал Ванкувера. Процесс осложнялся тем, что съёмки приходилось подгонять под график прибытия поездов. Кроме того, возникли непредвиденные сложности с массовкой, куда, в числе прочих, были набраны завсегдатаи вокзала: бездомные и попрошайки. Один из них устроил потасовку с членом съёмочной группы, чуть не сорвав съёмки. Для усмирения нарушителя понадобилось несколько человек из съёмочной группы и охрана вокзала, но, в итоге, всё равно пришлось вызывать полицию.
Сцена в медицинском центре Нью-Джерси для ветеранов снималась в общественной больнице Ванкувера. Одиночная палата Коула была выстроена в служебном тоннеле больницы с таким расчётом, чтобы не загораживать проход персоналу. Несмотря на впечатляющий интерьер, создававший депрессивную атмосферу в кадре (плохое освещение, низкие потолки, переплетения коммуникационных труб), в данную больницу съёмочная группа больше не вернулась, в отличие от многих мест, которые использовались для съёмок неоднократно. Главным образом, это решение было вызвано отсутствием грузового лифта, в результате чего оборудование и декорации приходилось таскать по лестнице вручную или пользоваться обычным лифтом, который не позволял поднимать тяжёлые или объёмные грузы.

## Эфир и реакция
Премьера эпизода состоялась на телеканале Fox 7 октября 1994 года. По шкале Нильсена «Бессонный» получил рейтинг 8,6 с 15-процентной долей, это означает, что 8,6 процента от всех телевизоров в стране работали в вечер премьеры, и 15 процентов из этого числа были настроены на канал Fox. Общее количество домохозяйств США, видевших серию оценивается в 8,2 миллиона. Монтажёр сериала, Стивен Марк, был номинирован на «Прайм-таймовую премию „Эмми“» 1995 года в категории «Лучший монтаж».
Крис Картер весьма положительно отозвался об эпизоде, сказав: «Мне очень понравилась эта серия. Это отличная идея, хорошо выполненная. У нас был хороший актёрский состав; Тони Тодд был великолепен». Также Картер назвал режиссуру Боумена «прекрасной».
Критики дали эпизоду преимущественно положительные оценки. «Entertainment Weekly» оценил «Бессонного» на «B+» (3,5 балла из 4-х возможных), указав, что работа Тони Тодда «поднимает просто хороший сюжет на уровень великолепного». Джон Киган, для статьи в «Критическом мифе», оценил эпизод на 7 баллов из 10, сказав, что эпизод — неплох и является «довольно-таки стандартным прощупыванием почвы», характерной для начала сезона, но больше всего запоминается появлением в сериале Алекса Крайчека. Появление Крайчека в сериале Дэйв Голдер из журнала «SFX» включил в «20 прорывов для телевизионной научной фантастики», так как этот персонаж в дальнейшем оказал большое влияние на «мифологию» сериала.
Роберт Ширман и Ларс Пирсон в книге «Wanting to Believe: A Critical Guide to The X-Files, Millennium & The Lone Gunmen» (рус. Желая верить: Критический путеводитель по „Секретным материалам“, „Тысячелетию“ и „Одиноким стрелкам“) присудили эпизоду четыре звезды из возможных пяти. Авторы отметили, что Гордон сумел сделать «избитую тему вины ветерана Вьетнама» «очень личной и жалостливой». Однако, по их мнению, раскрытие тайны, что Крайчек является врагом Малдеру и Скалли, было «самым постыдным» моментом эпизода. Зак Хэндлен из «The A.V. Club» написал, что хотя «Бессонный» является «стандартным монстром недели», Тонни Тодд весьма впечатляет в роли Проповедника, а сам эпизод очень важен, так как вводит в сериал персонажи Крайчека и «Икса».